# 16852 Nuredduna
16852 Nuredduna è un asteroide della fascia principale. Scoperto nel 1997, presenta un'orbita caratterizzata da un semiasse maggiore pari a 2,2592399 au e da un'eccentricità di 0,1866126, inclinata di 4,13229° rispetto all'eclittica.
L'asteroide è dedicato all'omonima protagonista del poema La deixa del geni grec di Miguel Costa y Llobera.